# Danielle Cormack
Danielle Cormack (ur. 26 grudnia 1970 w Auckland) – nowozelandzka aktorka filmowa, telewizyjna i teatralna.

## Kariera
W latach 1992–1993 Cormack występowała w roli Alison Raynor w nowozelandzkiej operze mydlanej Shortland Street. Wystąpiła również w innych serialach telewizyjnych jak Xena: Wojownicza księżniczka, Sekta oraz Miecz prawdy.
W 2009 roku zagrała rolę Pam Nicholson w filmie Paula Middleditcha Miasto rozstań, a rok później wystąpiła jako Scarlet „Red” Meagher w australijskim serialu komediowo-obyczajowym Rake.

## Życie prywatne
W 2009 roku Cormack wyszła za nowozelandzkiego aktora Pana Hema Taylora, z którym ma syna Te Ahi Ka, urodzonego 19 marca 2010 roku. Cormack ma także syna Ethana (ur. 1996) z poprzedniego związku.

## Filmografia

### Film
| Rok  | Tytuł                                    | Rola             |
| ---- | ---------------------------------------- | ---------------- |
| 1997 | Kobiety Topless opowiadają o swoim życiu | Liz              |
| 1999 | Kolor zachodu słońca                     | Grace            |
| 1999 | Channelling Baby                         | Bunnie           |
| 2000 | Cena mleka                               | Lucinda          |
| 2004 | Wiosła w dłoń                            | Toni             |
| 2005 | River Queen                              | Viola            |
| 2006 | Cross My Heart                           | Krystal          |
| 2006 | Istota doskonała                         | Margaret Sparrow |
| 2008 | Pieśń dobroci                            | Rachel Cradle    |
| 2009 | Miasto rozstań                           | Pam Nicholson    |

### Telewizja
| Rok       | Tytuł                           | Rola                      | Notatki                                                 |
| --------- | ------------------------------- | ------------------------- | ------------------------------------------------------- |
| 1987–1989 | Gloss                           | Tania Veitch              | Główna rola                                             |
| 1992–1993 | Shortland Street                | Alison Raynor             | Główna rola                                             |
| 1995–2001 | Xena: Wojownicza księżniczka    | Ephiny                    | 8 odcinków                                              |
| 1997      | Herkules                        | Lady Marie DeValle Ephiny | Odcinek: „Les Contemptibles” Odcinek: „Prodigal Sister" |
| 1999      | Herkules                        | Ephiny                    | Odcinek: „Sky High"                                     |
| 2000      | Jack of All Trades              | Katherine                 | Odcinek: „A Horse of a Different Color"                 |
| 2000      | Cleopatra 2525                  | Raina                     | Odcinki: „Mind Games”, „Trial and Error”, „Out of Body" |
| 2000      | Xena: Wojownicza księżniczka    | Samsara                   | Odcinek: „Lifeblood"                                    |
| 2004      | Terror na pokładzie             | Lynn Fabrizio             | Film telewizyjny                                        |
| 2006      | Maddigan's Quest                | Maddie                    | Główna rola (13 odcinków)                               |
| 2007      | Rude Awakenings                 | Dimity Rush               | Główna rola (11 odcinków)                               |
| 2008      | The Strip: Śledczy z Gold Coast | Amy                       | Odcinki: „1.11”, „1.12”, „1.13"                         |
| 2008–2010 | Miecz prawdy                    | Shota                     | 6 odcinków                                              |
| 2009      | Sekta                           | Cynthia Ross              | Główna rola (13 odcinków)                               |
| 2010–2012 | Rake                            | Scarlet Meagher           | Główna rola (16 odcinków)                               |
| 2011      | Porachunki                      | Kate Leigh                | Główna rola (13 odcinków)                               |
| 2012      | Zagadki kryminalne panny Fisher | Anna Ross                 | Odcinek: „Queen of the Flowers"                         |
| 2013      | Wentworth                       | Bea Smith                 | Główna rola (10 odcinków)                               |